# Golfový klub Karlovy Vary
Golfový klub Karlovy Vary je český golfový klub a golfové hřiště v Karlových Varech, ve východní části města.

## Historie

### Založení a počátky (1904–1938)
V roce 1904 byl v Karlových Varech založen Mezinárodní sportovní klub, předchůdce dnešního Golf Clubu Karlovy Vary. V údolí říčky Teplé vzniklo 9jamkové hřiště s délkou drah 2093 metrů. Hřiště se vyznačovalo křížením jamek a častou hrou přes vodu. V roce 1905 byla postavena hrázděná klubovna.
První turnaj O stříbrný pohár hraběte Furstenberga se konal v roce 1906. Kapacita 9jamkového hřiště brzy přestala stačit, a proto v letech 1928–1929 rada města nechala vypracovat návrhy na 18jamkové hřiště. Nové hřiště bylo postaveno v lokalitě Olšová Vrata a slavnostně otevřeno v roce 1935. V roce 1938 se na hřišti konalo Otevřené mistrovství ČR, které vyhrál britský golfista Henry Cotton.

### Po druhé světové válce (1945–1989)
Po druhé světové válce byla obě karlovarská hřiště zničena a zarostla. Obnova golfového sportu v Československu začala v roce 1947 v Mariánských Lázních. V Karlových Varech se o obnovu hřiště v Olšových Vratech zasloužil Alois Červenka. Hřiště bylo postupně obnovováno z prostředků členů klubu a města a plně otevřeno v roce 1960.

### Současnost (od roku 1990)
Po pádu komunistického režimu v roce 1989 byla založena akciová společnost Golf Resort Karlovy Vary, která se stala investorem a správcem areálu. Hřiště prošlo rozsáhlou rekonstrukcí, včetně výstavby nové klubovny, závlahového systému, odpališť, parkovací plochy a obnovy travních povrchů, drenáží a vodních ploch. Dnes je Golfový klub Karlovy Vary jedním z renomovaných hřišť v Evropě.

## Zajímavosti
- První golfové hřiště v Karlových Varech bylo 9 jamkové a nacházelo se v údolí říčky Teplé.
- V roce 1938 se na hřišti v Karlových Varech konalo Otevřené mistrovství ČR, které vyhrál britský golfista Henry Cotton.
- Po druhé světové válce byla obě karlovarská hřiště zničena a zarostla.
- Golfový klub Karlovy Vary je jedním z renomovaných hřišť v Evropě.